# Kalix (đô thị)
Đô thị Kalix (Kalix kommun) là một đô thị ở hạt Norrbotten, phía bắc Thụy Điển. Thủ phủ là Kalix.
Năm 1924, Töre đã được tách khỏi Nederkalix để tạo thành đô thị riêng. Năm 1967, hai đô thị này được hợp nhất tạo thành đô thị Kalix như ngày nay.

## Các đơn vị địa phương
- Kalix (thủ phủ)
- Karlsborg
- Morjärv
- Nyborg
- Sangis
- Töre
- Hällfors